# Adamsæble
 For alternative betydninger, se Adamsæble (flertydig). (Se også artikler, som begynder med Adamsæble)
Adamsæble (prominentia laryngea) betegner et område på strubehovedet dannet af skjoldbruskkirtelens to sideplader som er mere fremtrædende hos mænd end hos kvinder. Adamsæblet bliver ofte mere fremtrædende hos drenge efter at de er gået igennem stemmeskiftet i puberteten.
Et stort adamsæble er ofte forbundet med en dyb stemme, men det er den nødvendigvis ikke. Dette har at gøre med at både adamsæblets størrelse og stemmeleje/placering påvirkes af størrelsen af strubehovedet. Et stort strubehoved indebærer normalt lange stemmebånd hvilket indebærer en dyb stemme.
Ordet adamsæble stammer fra historien om syndefaldet i Bibelens Første Mosebog.
| Anatomi | Spire Denne artikel om anatomi er en spire som bør udbygges. Du er velkommen til at hjælpe Wikipedia ved at udvide den. |